# 370 (numero)
Trecentosettanta (370) è il numero naturale dopo il 369 e prima del 371.

## Proprietà matematiche
- È un numero pari.
- È un numero composto con 8 divisori: 1, 2, 5, 10, 37, 74, 185, 370. Poiché la somma dei divisori (escluso il numero stesso) è 314 < 370, è un numero difettivo.
- È un numero di Harshad (in base 10), cioè è divisibile per la somma delle sue cifre.
- È un numero sfenico.
- È un numero decagonale.
- È parte delle terne pitagoriche (114, 352, 370), (120, 350, 370), (208, 306, 370), (222, 296, 370), (370, 888, 962), (370, 1344, 1394), (370, 6840, 6850), (370, 34224, 34226).
- È un numero di Ulam.
- È un numero nontotiente (per cui la equazione φ(x) = n non ha soluzione).
- È un numero di Armstrong.

## Astronomia
- 370P/NEAT è una cometa periodica del sistema solare.
- 370 Modestia è un asteroide della fascia principale del sistema solare.

## Astronautica
- Cosmos 370 è un satellite artificiale russo.